# Mamoudzou
Mamoudzou è la capitale amministrativa di Mayotte. Mamoudzou è il comune più popolato del Dipartimento. Si trova sulla Grande-Terre (o Mahoré), l'isola principale di Mayotte. I suoi abitanti si chiamano Mamoudzous. La popolazione residente a Mamoudzou, secondo le stime dell'Insee (Institut national de la statistique et des études économiques), nel 2007 era di 53.022 abitanti, nel 2012 di 57.281 abitanti, nel 2017 di 71.437.

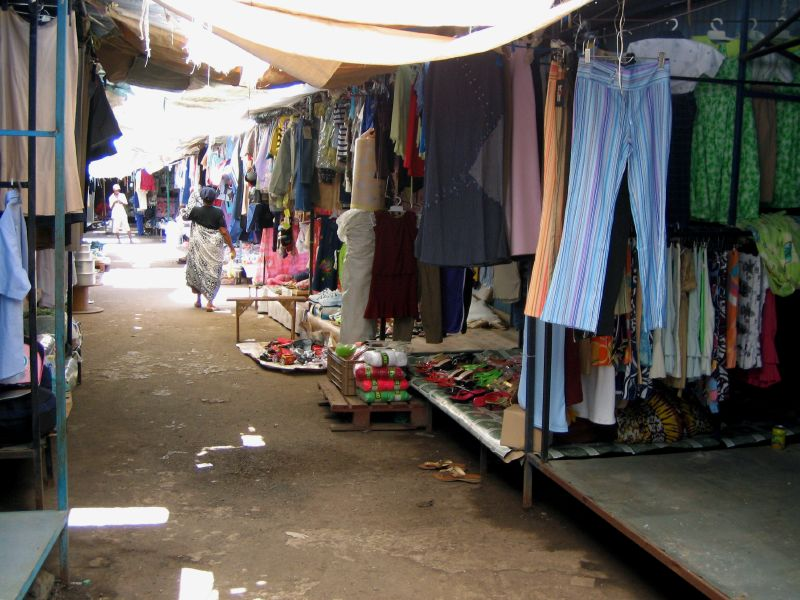
Mercato a Mamoudzou (Place de Marche)
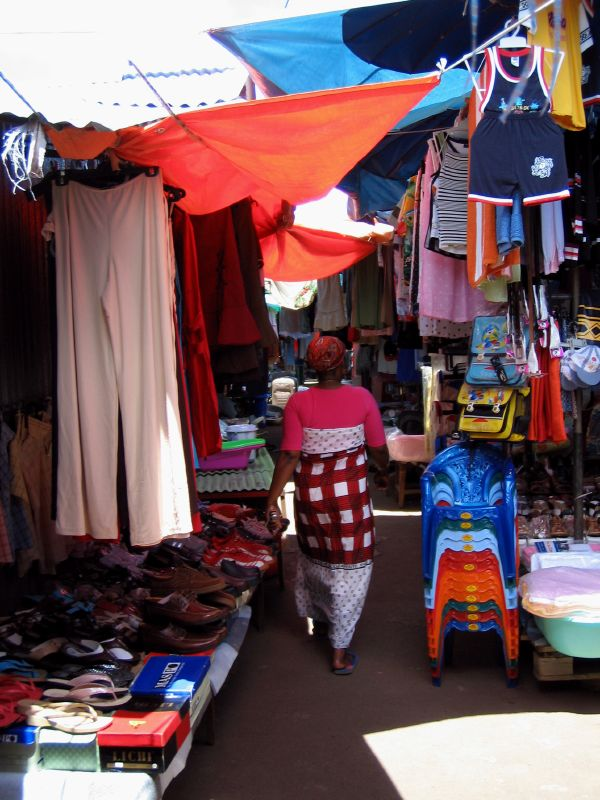
Mercato a Mamoudzou (Place de Marche)